# Age of Excuse
Age of Excuse – czwarty album studyjny Mgły, polskiej grupy blackmetalowej, wydany 2 września 2019 przez Northern Heritage. Autorem okładki jest Zbigniew Bielak.

## Lista utworów
| Nr | Tytuł utworu        | Długość |
| -- | ------------------- | ------- |
| 1. | „Age of Excuse I”   | 7:29    |
| 2. | „Age of Excuse II”  | 6:57    |
| 3. | „Age of Excuse III” | 6:16    |
| 4. | „Age of Excuse IV”  | 5:36    |
| 5. | „Age of Excuse V”   | 7:00    |
| 6. | „Age of Excuse VI”  | 9:06    |
|    |                     | 42:24   |